# 167113 Robertwick
167113 Robertwick è un asteroide della fascia principale. Scoperto nel 2003, presenta un'orbita caratterizzata da un semiasse maggiore pari a 2,5666418 UA e da un'eccentricità di 0,2422832, inclinata di 13,08228° rispetto all'eclittica.